# Ke'erjian Zhen
Ke'erjian Zhen (kinesiska: 克尔碱镇, 克尔碱) är en köping i Kina. Den ligger i den autonoma regionen Xinjiang, i den nordvästra delen av landet, omkring 96 kilometer sydost om regionhuvudstaden Ürümqi.
Genomsnittlig årsnederbörd är 156 millimeter. Den regnigaste månaden är juli, med i genomsnitt 29 mm nederbörd, och den torraste är januari, med 3 mm nederbörd.